# Saint-Martin-de-Fenouillet
Saint-Martin-de-Fenouillet, denominado  Saint-Martin hasta el 6 de diciembre de 2014, Sant Martin de Fenolhet o Sant Martin  en occitano, es una localidad y comuna francesa, situada en el departamento de Pirineos Orientales, región de Languedoc-Rosellón e histórica de Fenolleda.
Sus habitantes reciben el gentilicio de Saint-Martinois en francés.

## Geografía

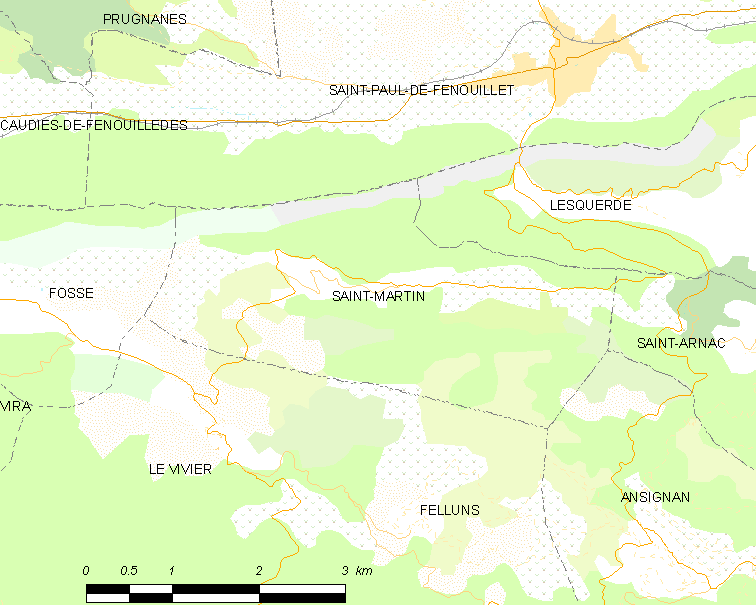

## Demografía

Población 1962-2008

| 113 | 116 | 91 | 58 | 52 | 47 | 57 |
| Para los censos de 1962 a 1999 la población legal corresponde a la población sin duplicidades (Fuente: INSEE [Consultar]) |     |    |    |    |    |    |